# Sy Kadiatou Sow
Sy Kadiatou Sow (* 7. März 1955 in Nioro du Sahel) ist eine malische Politikerin, die von 1994 bis 1995 Außenministerin und die erste weibliche Gouverneurin in Mali war.

## Leben
Kadiatou Sow wurde 1955 in Nioro du Sahel geboren. Sie hat einen Master in moderner Literatur und einen Abschluss in öffentlichem Recht der Universität Paris-Nanterre (1978).
Von 1982 bis 1990 arbeitete Kadiatou Sow bei der Malian Textile Company als Personalmanagerin. Sie war Gründungsmitglied der Alliance pour la Démocratie en Mali-Parti Pan-Africain pour la Liberté, la Solidarité et la Justice (ADEMA-PASJ, Afrikanischen Partei für Solidarität und Gerechtigkeit) und wurde 2000 in den Vorstand berufen. Bei den Präsidentschaftswahlen 2002 war sie Wahlkampfleiterin von Soumaïla Cissé.
Sow wurde im April 1993 als erste Frau in Mali zur Gouverneurin des Distrikts Bamako ernannt. Im Februar 1994 wurde sie zur Ministerin für Auswärtige Angelegenheiten, Auslandsmalier und Afrikanische Integration ernannt. Im Oktober 1994 wurde sie zur Ministerin für Stadtplanung und Habitat ernannt und war in dieser Funktion bis Februar 2000 tätig. Sie beaufsichtigte die Politik einschließlich der Gründung der Mali Housing Bank, der malischen Wohnungsbehörde und anderer Berufsverbände.
Von 2001 bis 2006 war Kadiatou Sow Direktorin des Community Development Support Project, einem von der Afrikanischen Entwicklungsbank und der malischen Regierung finanzierten Projekt zur Armutsbekämpfung und seit Februar 2009 ist sie Präsidentin der Alliance for Democracy in Mali.
Kadiatou Sow war in Frauenverbänden aktiv und diente von 1991 bis 2000 als Präsidentin des Frauenkollektivs von Mail und als Mitglied des Netzwerks afrikanischer Ministerinnen und Parlamentarierinnen.

## Persönliches
Kadiatou Sow ist mit dem malischen Politiker Ousmane Sy verheiratet.